# Comté de Wood (Texas)
Pour les articles homonymes, voir Comté de Wood.
Le comté de Wood, en anglais : Wood County, est un comté situé au nord-est de l'État du Texas aux États-Unis. Fondé le 5 février 1850, son siège de comté est la ville Quitman. Selon le recensement des États-Unis de 2020, sa population est de 44 843 habitants. Le comté a une superficie de 1 801,8 km2, dont 1 671,1 km2 en surfaces terrestres. Il est nommé en référence à George Tyler Wood, gouverneur du Texas.

## Organisation du comté
Le comté de Wood est créé le 5 février 1850, à partir de terres ne faisant partie d'aucun comté. Il est définitivement organisé et autonome, le 5 août 1850.
Le comté est baptisé en référence à George Tyler Wood, gouverneur du Texas, de 1847 à 1849
,,.

## Géographie
Le comté de Wood est situé au nord-est, de l'État du Texas, aux États-Unis,. À l'angle nord-ouest se trouve le réservoir de Lake Fork (en), créé en 1980, par la construction d'un barrage.
Il a une superficie totale de 1 801,8 km2, composée de 1 671,1 km2 de terres et de 130,7 km2 de zones aquatiques.

## Comtés adjacents
|                    | Comté de Hopkins | Comté de Franklin, Comté de Camp |
| Comté de Rains     | comté de Wood    | Comté d'Upshur                   |
| Comté de Van Zandt | Comté de Smith   |                                  |

## Démographie

Pyramide des âges du comté de Wood (2000).

Lors du recensement de 2010, le comté comptait une population de 41 964 habitants. En 2017, la population est estimée à 44 314 habitants,.